# MCH Arena
MCH Arena est un stade de football situé à Herning, Danemark.
Il est le stade-résident du club de football danois du FC Midtjylland.
Le nouveau stade du FC Midjylland a été érigé au centre de la ville. ce stade a été planifié dans le cadre d'une publicité majeure et d'un complexe de loisir dans le sud de la ville. MCH Arena répond à toutes les exigences de la DBU et est autorisé à organiser des matchs internationaux sous l'égide de l'UEFA. En outre, il existe des installations modernes pour la presse, les fans et les sponsors.

## Histoire
MCH Arena a été construit en 2004 pour desservir le club du FC Midjylland. Le stade est prévu pour accueillir presque 12000 spectateurs dont environ 7500 places assises.Le stade a été officiellement ouvert le 27 mars 2004 avec un match de la ligue danoise opposant Midtjylland et AB (6-0). Le nouveau terrain est devenu une "forteresse incontournable" dans les matchs suivants. FC Midtjylland a été invaincu dans ses 18 premiers matchs à l'MCH Arena. Avant sa construction, MCH Arena été appelé Messcenter Herning Stadion. De 2004 à 2009, le stade est nommé SAS Arena, mais il change de nom en 2009 pour MCH Arena.

## Événements
Par conséquent, le nouveau stade est  connu dans tout le pays pour être  l'un des stades où les équipes extérieures ont le plus de difficulté à marquer des points. Au cours de la saison 2014-2015, le FC Midtjylland a établi un nouveau record à domicile à Herning, lorsque les Loups ont remporté 15 matchs d'Alka Superliga d'affilée.
| n° | Date             | Match                       | score | Compétition  |
| -- | ---------------- | --------------------------- | ----- | ------------ |
| 1  | 26 mars 2008     | Danemark-République Tchèque | 1-1   | Match amical |
| 2  | 15 novembre 2013 | Danemark-Norvège            | 2-1   | Match amical |
| 3  | 24 mars 2016     | Danemark-Islande            | 2-1   | Match amical |